# Anyone for You (Tiger Lily)
Anyone for You (Tiger Lily) is een nummer van de Britse singer-songwriter George Ezra uit 2022. Het is de eerste single van zijn derde studioalbum Gold Rush Kid.
"Anyone for You" kent een vrolijk geluid, af en toe zijn ook blazers aanwezig. gaat over een jongen wiens relatie net mislukt is. Inmiddels heeft hij een nieuw meisje op het oog, en wil hij het dit keer niet verpesten; hij wil nu echt "iemand zijn voor haar". Het nummer is ontstaan toen Ezra oude notitieblokjes met tekstideeën doorbladerde. Ook kreeg hij mede de inspiratie voor het nummer toen hij in 2020 tijdens de eerste coronalockdown oude journaals uit 2015 en 2016 terug zat te kijken.
Het nummer werd in diverse Europese landen een hit. Zo bereikte het de 10e positie in Ezra's thuisland het Verenigd Koninkrijk. In Nederland was de plaat TopSong op NPO Radio 2 en bereikte het de 5e positie in de Nederlandse Top 40, terwijl het in de Vlaamse Ultratop 50 een plek hoger kwam.